# 에덴의 남쪽
"에덴의 남쪽"은 2021년에 개봉한 대한민국의 영화이다.

## 캐스팅
- 김우혁 : 강석진 역
- 장광 : 한석봉 역
- 최수임 : 윤수경 역
- 진재희 : 한준기 역
- 임수정 : 한지수 역
- 성빈우 : 경태
- 민경진 : 광배 역
- 박진희 : 박대광 역
- 한규원 : 임재식 역
- 박정우 : 고재용 역
- 장태훈 : 재경 남편 역
- 김광영 : 고재선 역 (특별출연)

## 관객수
- 총 관객수 -